# Mohamed Hassan Ouazzani

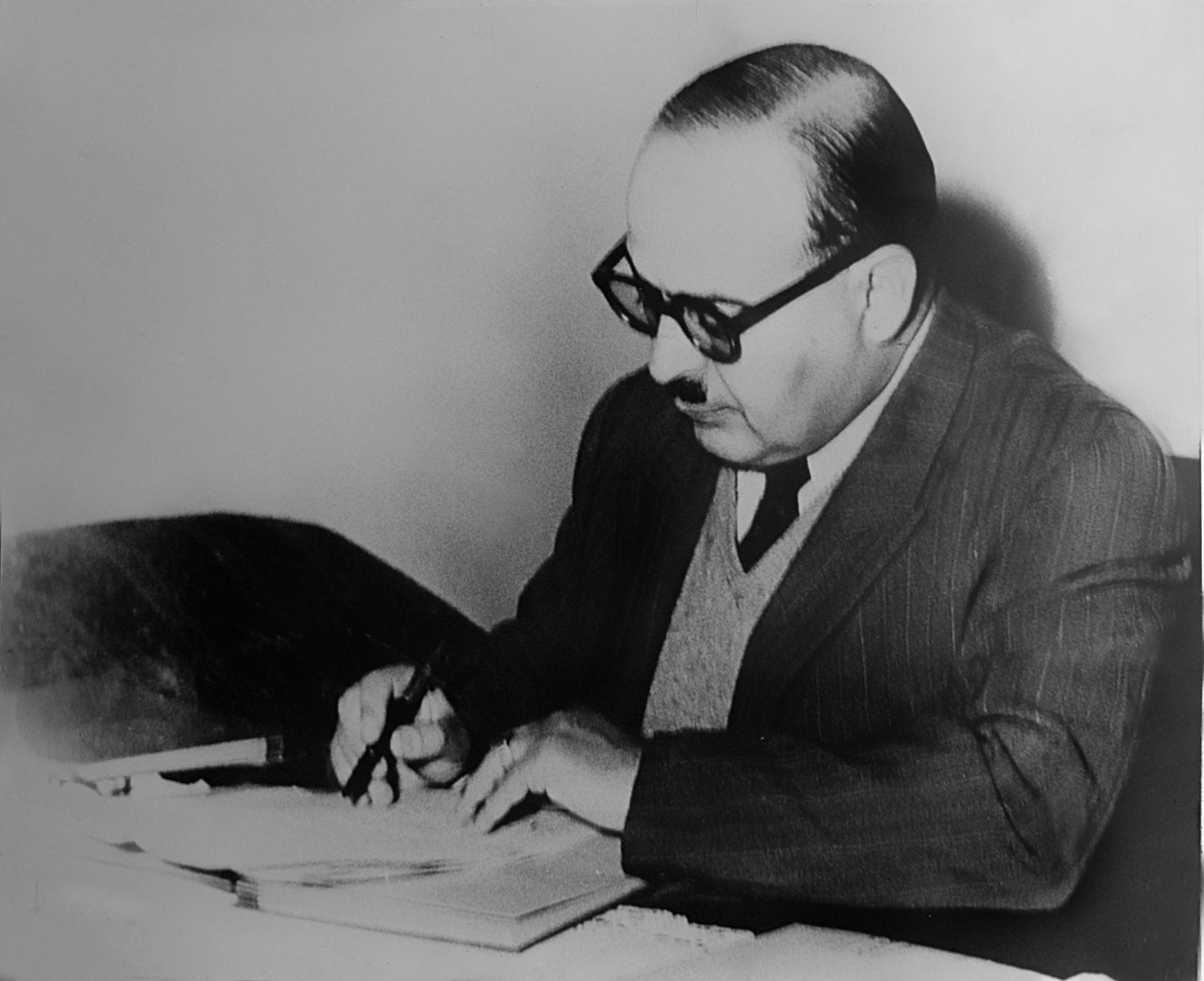
Muhammad Hassan al-Wazzani

Mohamed Hassan Ouazzani (arabisch محمد حسن الوزاني, DMG Muḥammad Ḥasan al-Wazzānī; * 1910 in Ouezzane; † 1978) war ein marokkanischer nationalistischer Journalist und Politiker.

## Leben
In den frühen 1930er Jahren war Mohammed Hassan al-Wazzani in Fès ein Anführer des Comité d’Action marocaine (CAM). Im Oktober 1936 wurde er Generalsekretär des Bloc d’Action Nationale. Erzürnt durch die Wahl Allal al-Fasis zum Präsidenten des Maroccan nationalist movement verließ er jedoch noch im selben Jahr die nationalistische Bewegung. 1937 gründete er die Parti Démocratique Constitutionnel (PDC). Von 1937 bis 1946 war Wazzani politischer Gefangener. 1946 gründete er die Partei Parti Démocratique de l'Indépendance (PDI) die sich 1956 mit der Hizb al-maghrib al-Hurr (Partei des freien Marokkos) vereinigte. Zeitweise kooperierte er mit der Istiqlal-Partei. Anfang der 1950er Jahre gehörte er zu den wichtigsten Vorkämpfern gegen die französische Besatzung. Von 1953 bis 1954 beteiligten sich er und seine Partei an der Regierung der Front National. Wazzani wurde Staatsminister ohne Geschäftsbereich in der Koalitionsregierung von Hassan II. 1971 wurde er bei einem Putschversuch gegen den König verwundet.